# جيم أيدي (لاعب كرة قدم)
جيم أيدي (بالإنجليزية: Jim Eadie)‏ هو لاعب كرة قدم بريطاني في مركز حراسة المرمى، ولد في 4 فبراير 1947 في Alexandria, West Dunbartonshire ‏ في المملكة المتحدة. لعب مع كارديف سيتي ونادي باث سيتي ونادي بريستول روفيرز ونادي تشستر سيتي ونادي دمبرتون ونادي رينجرز.